# Abalou Ao Vivo
Abalou é o segundo ao vivo da cantora brasileira Mylla Karvalho, lançado em 2 de abril de 2010 em forma Independente.

## Desenvolvimento
Em 2 de abril de 2010, Mylla lança seu segundo CD intitulado como Abalou, de forma independente, Uma grande novidade neste novo trabalho, é que além das composições marcantes do irmão da cantora, Mylla grava pela primeira vez uma música de sua própria autoria “Coração puro”.
O título do novo álbum, fala do impacto que Jesus está trazendo ao corações; “Este é um ano de colheita, onde o Senhor está nos revelando tesouros escondidos. Ele está reafirmando em nossos corações as suas promessas, abalando as estruturas”, conta Mylla. O single “Abalou” que intitula o CD, liricamente traduz a voz de Jesus trazendo impacto aos corações ao dizer que suas promessas em nós serão cumpridas.

## Lista de faixas
| Edição padrão  |                                                            |                                |         |  |
| N.º            | Título                                                     | Compositor(es)                 | Duração |  |
| 1.             | "Coração de Jesus"                                         | Milson Karvalho                | 3:30    |  |
| 2.             | "Abalou"                                                   | Milson Karvalho                | 3:44    |  |
| 3.             | "Mais Que Vencedor"                                        | Milson Karvalho                | 3:03    |  |
| 4.             | "Manto de Arrependimento"                                  | Milson Karvalho                | 3:31    |  |
| 5.             | "Não Há Limites"                                           | Milson Karvalho                | 6:00    |  |
| 6.             | "Sou Adorador/Vou Te Levar"                                | Milson Karvalho                | 6:22    |  |
| 7.             | "Pout-Pourri: O Segredo é Louvar/Voe Mais Alto/Sede Santo" | Milson Karvalho                | 5:52    |  |
| 8.             | "Coração Puro"                                             | Milson Karvalho Mylla Karvalho | 3:52    |  |
| 9.             | "Me Arrependo"                                             | Milson Karvalho                | 3:50    |  |
| 10.            | "Brasil Loves Israel"                                      | Milson Karvalho Mylla Karvalho | 3:31    |  |
| Duração total: | Duração total:                                             | Duração total:                 | 49:22   |  |